# Trempealeau (Wisconsin)
Trempealeau es una villa ubicada en el condado de Trempealeau en el estado estadounidense de Wisconsin. En el Censo de 2010 tenía una población de 1.529 habitantes y una densidad poblacional de 281,79 personas por km².

## Geografía
Trempealeau se encuentra ubicada en las coordenadas 44°0′13″N 91°25′50″O / 44.00361, -91.43056. Según la Oficina del Censo de los Estados Unidos, Trempealeau tiene una superficie total de 5.43 km², de la cual 4.84 km² corresponden a tierra firme y (10.84%) 0.59 km² es agua.

## Demografía
Según el censo de 2010, había 1.529 personas residiendo en Trempealeau. La densidad de población era de 281,79 hab./km². De los 1.529 habitantes, Trempealeau estaba compuesto por el 97.84% blancos, el 0.07% eran afroamericanos, el 0.39% eran amerindios, el 0.39% eran asiáticos, el 0% eran isleños del Pacífico, el 0.33% eran de otras razas y el 0.98% pertenecían a dos o más razas. Del total de la población el 1.37% eran hispanos o latinos de cualquier raza.